# Волова (Подільський район)
Воло́ва — село у складі Балтської міської громади у Подільському районі, Одеська область. Раніше було підпорядковано Новопольській сільській раді Балтського району. На півдні межує з селом Чернече, на заході з селом Новополь.

## Історія
7 (20) листопада 1917 року, відповідно до Третього Універсалу Української Центральної Ради, увійшло до складу Української Народної Республіки.
30 грудня 1959 Волівська сільська рада Чечельницького району Вінницької області перейшла до складу Балтського району Одеської області.
12 червня 2020 року, відповідно до Розпорядження Кабінету Міністрів України від № 724-р «Про визначення адміністративних центрів та затвердження територій територіальних громад Одеської області», увійшло до складу Балтської міської територіальної громади.
19 липня 2020 року, в результаті адміністративно-територіальної реформи і ліквідації Балтського району, село увійшло до складу новоутвореного Подільського району.

## Населення
Згідно з переписом 1989 року населення села становило 544 особи, з яких 222 чоловіки та 322 жінки.
За переписом населення 2001 року в селі мешкали 434 особи.

### Мова
Розподіл населення за рідною мовою за даними перепису 2001 року:
| Мова       | Відсоток |
| ---------- | -------- |
| українська | 92,4 %   |
| російська  | 4,15 %   |
| румунська  | 2,53 %   |
| білоруська | 0,46 %   |
| болгарська | 0,46 %   |